# J&T Banka Prague Open 2016
J&T Banka Prague Open 2016 — професійний тенісний турнірs played on outdoor clay courts. Це був 7-й турнір tournament, and its second as part of the International category в рамках Туру WTA 2016. Відбувся в Sparta Prague Tennis Club in Прага, Чехія, з 25 до 30 квітня 2016 року.

## Розподіл очок
| Дисципліна       | П   | Ф   | ПФ  | ЧФ | 1/8 | 1/16 | Q   | Q3  | Q2  | Q1  |
| Одиночний розряд | 280 | 180 | 110 | 60 | 30  | 1    | 18  | 14  | 10  | 1   |
| Парний розряд    | 280 | 180 | 110 | 60 | 1   | Н/Д  | Н/Д | Н/Д | Н/Д | Н/Д |

## Учасниці основної сітки в одиночному розряді

### Сіяні
| Країна     | Гравчиня           | Рейтинг1 | Сіяна |
| ---------- | ------------------ | -------- | ----- |
| Росія      | Світлана Кузнецова | 13       | 1     |
| Чехія      | Луціє Шафарова     | 15       | 2     |
| Чехія      | Кароліна Плішкова  | 18       | 3     |
| Австралія  | Саманта Стосур     | 26       | 4     |
| Чехія      | Барбора Стрицова   | 33       | 5     |
| Латвія     | Олена Остапенко    | 37       | 6     |
| Словаччина | Домініка Цібулкова | 38       | 7     |
| Бельгія    | Яніна Вікмаєр      | 42       | 8     |

- 1 Рейтинг подано станом на 18 квітня 2016.

### Інші учасниці
Нижче наведено учасниць, які отримали вайлдкард на участь в основній сітці:
- Яна Чепелова
- Катерина Сінякова
- Маркета Вондроушова

Учасниці, що потрапили до основної сітки як a special exempt:
- Стефані Фегеле

Нижче наведено гравчинь, які пробились в основну сітку через стадію кваліфікації:
- Сорана Кирстя
- Осеан Доден
- Ваня Кінґ
- Віржіні Раззано

Такі тенісистки потрапили в основну сітку як Щасливі лузери:
- Андреа Главачкова
- Барбора Крейчикова
- Тереза Сміткова

### Знялись з турніру
До початку турніру
- Деніса Аллертова → її замінила  Барбора Крейчикова
- Мона Бартель → її замінила  Ана Конюх
- Єлена Янкович → її замінила  Наомі Броді
- Дарія Касаткіна → її замінила  Сє Шувей
- Анетт Контавейт → її замінила  Тереза Сміткова
- Данка Ковінич → її замінила  Андреа Главачкова
- Крістіна Макгейл → її замінила  Луціє Градецька
- Гезер Вотсон → її замінила  Ольга Говорцова
- Роберта Вінчі → її замінила  Крістина Плішкова

Під час турніру
- Світлана Кузнецова

### Завершили кар'єру
- Луціє Градецька

## Учасниці основної сітки в парному розряді

### Сіяні
| Країна            | Гравчиня           | Країна   | Гравчиня          | Рейтинг1 | Сіяна |
| ----------------- | ------------------ | -------- | ----------------- | -------- | ----- |
| США               | Ракель Атаво       | США      | Абігейл Спірс     | 43       | 1     |
| Росія             | Маргарита Гаспарян | Чехія    | Андреа Главачкова | 54       | 2     |
| Китайський Тайбей | Чжуан Цзяжун       | Хорватія | Дарія Юрак        | 84       | 3     |
| КНР               | Лян Чень           | Польща   | Алісія Росольська | 97       | 4     |

- 1 Рейтинг подано станом на 18 квітня 2016.

### Інші учасниці
The following pairs received wildcards into the main draw:
- Яна Чепелова /  Вікторія Кужмова
- Тереза Сміткова /  Барбора Штефкова

## фінал

### Одиночний розряд
- Луціє Шафарова —  Саманта Стосур, 3–6, 6–1, 6–4

### Парний розряд
- Маргарита Гаспарян /  Андреа Главачкова —  Марія Ірігоєн /  Паула Канія, 6–4, 6–2